# Амазон-карлик жовтолобий
Амазо́н-ка́рлик жовтолобий (Hapalopsittaca fuertesi) — вид папугоподібних птахів родини папугових (Psittacidae). Ендемік Колумбії. Вид названий на честь американського орнітолога та ілюстратора Луїса Агассіза Фуертеса

## Опис
Довжина птаха становить 24 см. Забарвлення переважно жовтувато-зелене, обличчя жовте, тім'я і потилиця сині. Спина зелена, плечі червоні, крила синьо-зелені. Груди жовто-оливкові, на животі червона пляма, решта нижньої частини тіла зелена. Хвіст червоний з фіолетовим кінчиком.

## Поширення і екологія
Жовтолобі амазони-карлики мешкають на західних схилах Центрального хребта Колумбійських Анд, в департаментах Кіндіо, Рисаральда і Толіма. Вони живуть у вологих гірських і хмарних тропічних лісах, на висоті від 2600 до 3800 м над рівнем моря, переважно на висоті від 2900 до 3150 м над рівнем моря. Зустрічаються парами або зграйками до 10 птахів. Живляться ягодами омели, зокрема Antidaphne viscoidea, а також плодами Podocarpus oleifolius, Freziera canescens та бромелієвих. Сезон розмноження триває з січня по березень. Гніздяться в дуплах дерев, в кладці 3 яйця, інкубаційний період триває 25-27 днів. Насиджають самиці, за пташенятами доглядають і самиці, і самці.

## Збереження
МСОП класифікує цей вид як такий, що перебуває під загрозою зникнення. Вид не спостерігався з моменту відкриття у 1911 році (за винятком непідтверджених свідчень про спостерігання зграї у 1980 році і кількох окремих птахів у 2000 році), поки не був повторно відкритий і сфотографований у 2002 році. За оцінками дослідників, станом на 2019 рік популяція жовтолобих амазонів-карликів становить від 350 до 450 птахів. Їм загрожує знищення природного середовища.